# Ernst Gerber (Saxophonist)
Ernst Gerber (* 11. Oktober 1941 in Zürich; † 30. September 2010) war ein Schweizer Jazzmusiker (Tenorsaxophon, zunächst auch Klarinette).

## Leben und Wirken
Gerber, dessen Mutter Anna Gerber-Götzel in den 1940er und 1950er Jahren Sängerin im Unterhaltungsorchester Bob Huber war, begann im Alter von fünfzehn Jahren mit seinen Brüdern Hans (Bass) und Ueli (Piano) Jazz zu spielen. Mit ihnen und Heinz Bühler spielte er mit der Teacher’s Training College Band, mit der er 1957 auch zum ersten Mal auf dem Jazz Festival Zürich auftrat; dann trat er 1960 mit der Porridge Jazz Band und 1961 mit der Porridge Brass Band auf. Ab Mitte der 1960er Jahre arbeitete er für ein Jahrzehnt mit dem Swinghouse Septet/Octet; 1965 wurde er als bester traditioneller Tenorsaxophonist (beim Auftritt mit dieser Band) auf dem Zürcher Festival ausgezeichnet, ebenso 1966 (mit dem Swinghouse Sextet). Auch in den Folgejahren feierte er dort Erfolge (1971 Auszeichnung in Gold). Mit dem Swinghouse Septett, mit dem er 1969 auch auf dem Jazz Jamboree Warschau auftrat, hatte er Gelegenheit, mit Bill Coleman (1972), Jo Jones und Slam Stewart zu spielen. Musiker wie Rex Stewart und Benny Waters, die er begleitete, aber auch Hal Singer, Peanuts Hucko, Jimmy Woode, Charlie Shavers und Guy Lafitte liebten sein einfühlsam swingendes Spiel. Gerber arbeitete auch mit Charly Antolinis Jazz Power sowie der Bigband von Mani Planzer und gehörte zwischen 1982 und den 1990er Jahren dem Metronome Quintett an. Später spielte er mit den Zürich Tenors, den JCT All Stars und mit der Unit 4. Er trat noch 2009 beim Jazz Festival Willisau mit Freunden in einem Schweizer All-Star-Quintett auf.
Gerber spielte auch das Saxophon für Bill Ramsey, der in der Schlussszene von Rolf Lyssys Film Die Schweizermacher (1978) als William S. Tall den beiden Einbürgerungsbeamten zunächst die Schweizer Landeshymne vorspielt, um dann unerwartet in eine mitreissend jazzige Improvisation zu wechseln.
Gerber war als Musiker immer Amateur und hat es «verstanden, sein geliebtes Hobby mit Leidenschaft zu betreiben und trotzdem in seinem Beruf als Parkettbodenbauer mit eigenem Betrieb erfolgreich zu sein».

## Diskographische Hinweise
- Swinghouse Sextet: In Session (Philips, 1973)
- Zürich Tenors (FFO 1983, mit Bruno Spoerri, Fernando Fantini, Richard Lipiec, Umberto Foletti, Rolf Cizmek, Hans Brunner)
- Metronome Quintet: More Friends (Gold, 1983)